# Caractère liturgique du chant grégorien
Le chant grégorien est un chant monodique qui se caractérise fortement de sa composition liturgique. En dépit de son ancienneté, le répertoire de celui-ci aussi adapte rigoureusement au rite romain.

## Chant grégorien en tant que sommet de la musique liturgique

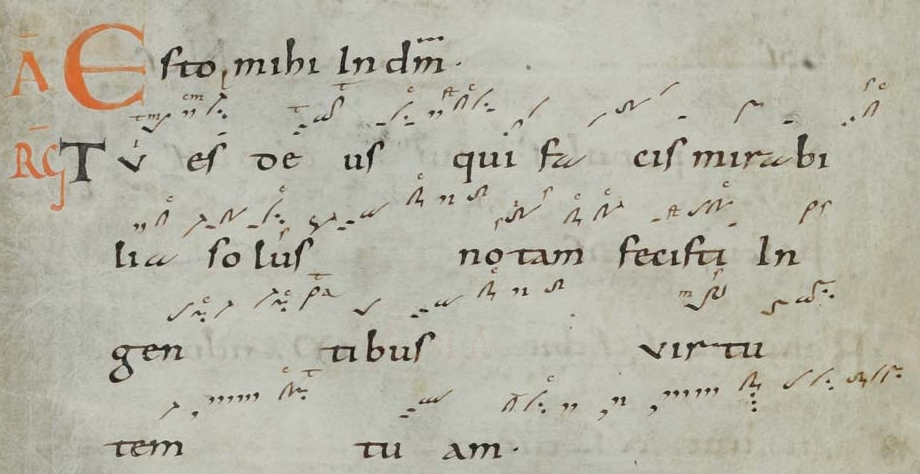
Notation sangalienne du cantatorium de Saint-Gall (vers 922 - 925). Il s'agit d'un chant pour le soliste, exécutant distingué.

Traditionnellement, on considérait que l'histoire du chant liturgique de l'Église est celle de progrès, à partir du plain-chant primitif jusqu'à la polyphonie sophistiquée. Une fois que Dom Eugène Cardine de Solesmes avait constaté au milieu du XXe siècle que les neumes anciens du chant grégorien cachent énormes renseignements en tant qu'enregistrement écrit, la sémiologie grégorienne, nouvelle science, bouleversa ce point de vue. En revanche, il s'agit d'un chant vraiment développé :

« L'Église romaine a maintenu, et recommande encore aujourd'hui, a pratique du répertoire connu sous le nom de « chant grégorien. » Ce terme, riche de multiples connotations, demanderait bien des précisions. D'un point de vue historique et scientifique — aujourd'hui bien documenté — on peut toutefois entendre par « chant grégorien », au sens strict, le résultat global d'un sommet dans la création du chant liturgique, fixé vers la fin du premier millénaire. Les documents liturgiques et musicaux des IX - Xe siècles révèlent un tempérament spirituel et une culture musicale qui parviennent à conjuguer une haute pertinence de célébration et un extraordinaire raffinement esthétique. ......... Ce répertoire, fidèle aux manuscrits anciens, conserve donc non seulement le droit de continuer à retentir dans les rites sacrés, mais bien plus, il possède le statut d'une référence pour le discernement et la critique de la beauté des formes musicales. Par sa capacité à assumer les textes sacrés, il joue un rôle spécifique de modèle, face à toutes les expériences stylistiques et esthétiques qui continuent à se développer au cours de l'histoire. »

— Luigi Agustoni et Johannes Berchmans Göschl, Introduction à l'interprétation du chant grégorien, p. 7

## Chant toujours sous le contrôle du texte sacré

### Caractéristique selonJeanXXII

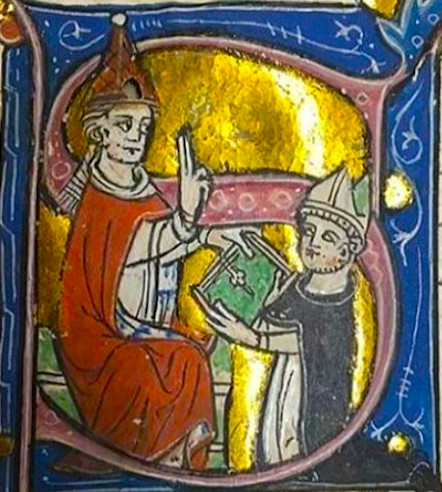
Jean XXII et l'évêque de Lodève.

Dans la neuvième année du pontificat du pape Jean XXII soit en 1323 ou 1324, le mouvement de l'Ars Nova fut formellement condamné et interdit par la décrétale Docta Sanctorum Patrum. Car, les exécutants de celui-ci « chantent les mélodies de l'Église avec des semi-brèves et des minimes, et brisent ces mélodies à coup de notes courtes. »
Au regard du chant grégorien, le pape français déterminait sa caractéristique en citant le livre de Siracide 47,9 :

« Dans leur bouche résonnait un son plein de douceur. Ce son plein de douceur résonne dans la bouche de ceux qui psalmodient, lorsqu'en même temps qu'ils parlent de Dieu ; ils reçoivent dans leur cœur et allument, par le chant même, leur dévotion envers lui. »

Cette façon de chanter fut expliquée par Cardine :

« Le chant grégorien est une musique vocale, essentiellement liée à un texte. C'est le texte qui est premier ; la mélodie a pour but de l'orner, de l'interpréter, d'en faciliter l'assimilation. Car ce chant est un acte liturgique, une prière et une louange à Dieu. Ses mots sont sacrés : ils sont extraits presque tous de la Bible et très spécialement du Psautier. .........
il s'agit alors d'une exploitation artistique du texte sous son double aspect matériel et spirituel : l'agencement des mots et leur signification. Dans bien des cas, en effet, on saisit clairement l'interprétation faite d'un texte par le relief donné à tel ou tel mot. »

— Dom Eugène Cardine, Vue d'ensemble sur le chant grégorien, p. 4 et 5

### Redécouverte auxXIXeetXXesiècles
C'était surtout les moines essayant de restaurer scientifiquement ce chant de l'abbaye Saint-Pierre de Solesmes qui distinguaient la sacrée du chant grégorien. Dom Joseph Gajard y fut le maître de chœur entre 1914 et 1971 ; il précisait cette valeur spécifique en disant qu'un musicien, chef d'orchestre, lui déclara : 

« « Cela dépasse infiniment la musique », me disait, il y a quelques années, à Solesmes même, au sortir de la messe conventuelle à laquelle il assistait pour la première fois, un chef d'orchestre éminent de Paris. Cela dépasse infiniment la musique ! On ne saurait mieux dire. C'est qu'en effet, si beau, si artistique qu'il soit, le chant grégorien n'est pas de l'art pour l'art ; il est tout entier ordonné à Dieu, tout entier prière. On l'a défini très justement : la prière chantée de l'Église. »

Et Gajard écrivit aussi :

« Dans le chant grégorien, art et prière sont inséparables ; ils sont tellement noués qu'on ne peut les dissocier ; impossible de bien chanter sans prier ; impossible également de bien prier sans chanter bien. »

Enfin, Johannes Overath, musicologue grégorien, résumait théologiquement ainsi que théoriquement ce sujet :

« On ne chante pas dans la liturgie, on chante la liturgie. »

## Répertoire grégorien adapté au rite romain
Avec le motu proprio Inter pastoralis officii sollicitudes (1903), le pape Pie X soulignait que dans la liturgie de l'Église, il faut que chaque élément musical du chant respecte le modère, plus précisément celui-du chant grégorien. Ainsi, il ne faut pas que le célébrant attente à l'autel la fin de l'exécution trop longue de la musique (article 22).

### Structure traditionnelle depuis leIVesiècle
Durant les premiers trois siècles, la célébration de l'Église d'Occident fut effectuée sous influence de celle du judaïsme. C'était le soliste qui chantait le psaume à la suite de la lecture.
Les documents établirent avec certitude cet événement. Il s'agissait d'Ambroise de Milan († 397) qui introduisit cette hiérarchie, donc dans le rite ambrosien. D'une part, il importa la schola de l'Église en Orient, aux églises de Milan. Si l'on ignore quand ce système fut adopté à Rome, c'est-à-dire dans le rite romain, faute de document sûr, il est possible que l'animateur fût futur pape Célestin Ier († 432). Car il est certain qu'avant son élection, celui-ci avait séjourné à Milan, chez saint Ambroise, et qu'il s'était aperçu que cet évêque de Milan fit chanter l'hymne Veni redemptor gentium.

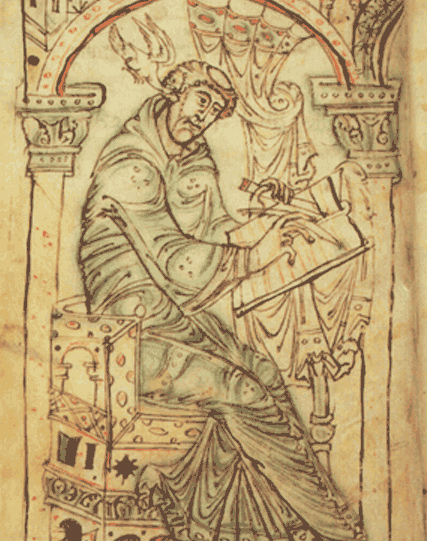
Certes, le pape saint Grégoire n'est plus le créateur du chant grégorien ni le fondateur de la schola. Néanmoins, il est vrai qu'il fit améliorer considérablement ceux qui concernaient la liturgie y compris la musique liturgique.

Sous le pontificat de saint Grégoire Ier († 604), ce système était effectivement établi. Il est certain que ce pape réorganisa la schola papale déjà existante, notamment celle de Latran. Toutefois, à force du scandale des solistes, il lui fallut en 595 interdire aux diacres de chanter le morceau très orné du chant papal, chant vieux-romain, avec un décret. En effet, ces solistes avaient tendance à oublier leur autre devoir important, distribution pour les pauvres.
Cette structure ou hiérarchie d'après la connaissance musicale subit, à partir de la Renaissance jusqu'ici, plusieurs bouleversements. La décadence s'était déjà amorcée au Moyen Âge :

« On se souviendra d'ailleurs que les pièces du répertoire n'ont pas été conçues dans une telle variété pour être chantées par n'importe quel exécutant. Ce serait une erreur de céder au désir excessif de participation qui pousse trop de chanteurs à accaparer un rôle qui ne leur est point dévolu : la schola voudrait chanter les pièces composées pour le soliste et le peuple celles pour la schola. Cette anomalie a dû contribuer, dès le Moyen Âge, à la détérioration du chant grégorien. En effet le répertoire de la schola contient souvent des neumes spéciaux, des notes répercutées par exemple, qu'une foule ne peut exécuter ; et les chants notés au début dans le Cantatorium fourmillent d'ornementations qu'un groupe nombreux est incapable de bien interpréter. De toute manière il ne peut être question de travestir les mélodies grégoriennes par un accompagnement soit vocal soit instrumental ; le chant grégorien est essentiellement homophone. »

— Dom Eugène Cardine, Vue d'ensemble sur le chant grégorien, p. 30

### Cérémonial deClémentVIII

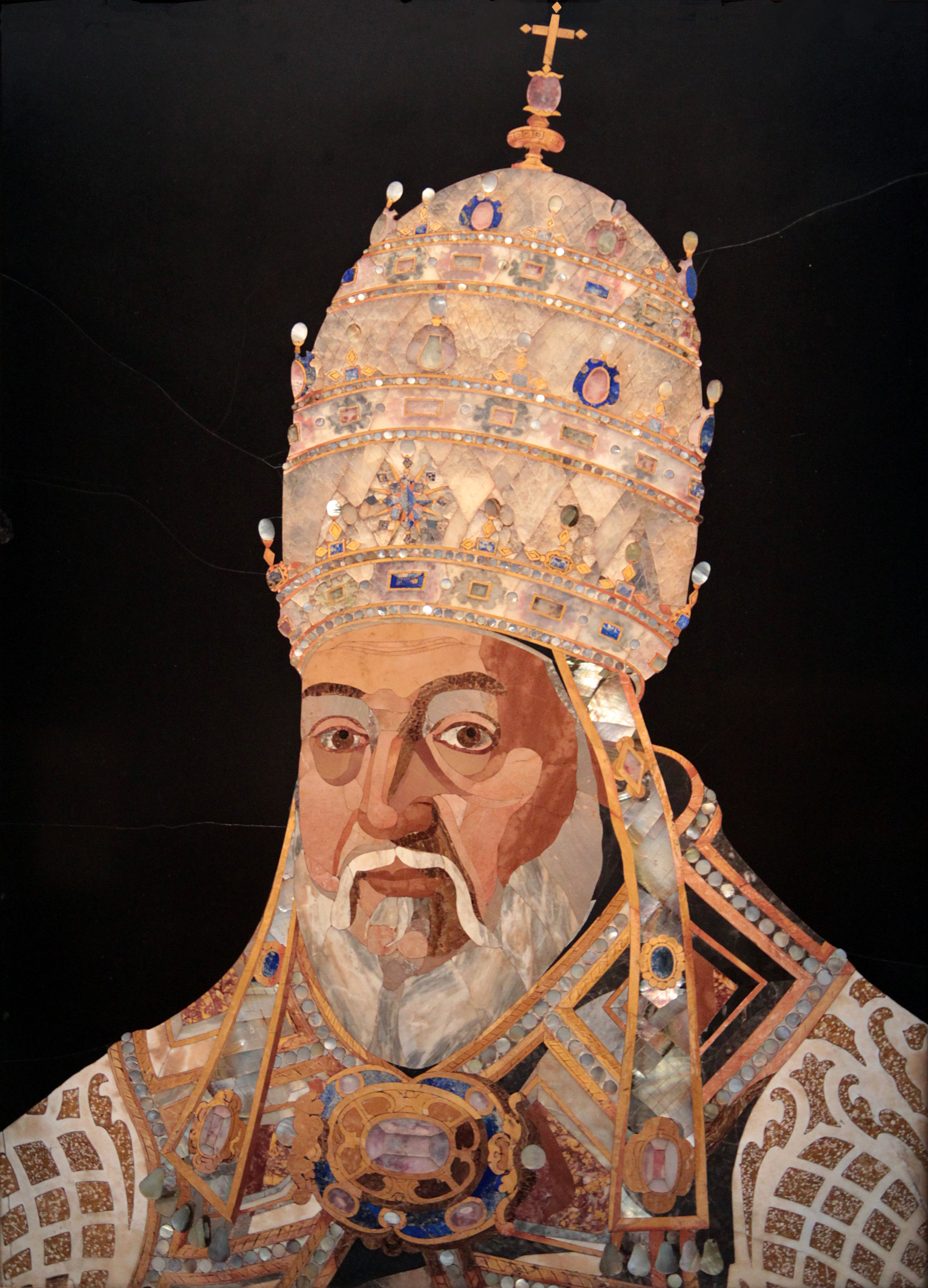
Le premier cérémonial de l'Église fut publié en 1600 sous le pontificat de Clément VIII, après plus de 30 ans de rédaction.

À la suite du concile de Trente, le premier cérémonial de l'Église fut édité et publié en 1600. Il s'agit du dit cérémonial de Clément VIII dans lequel le chant grégorien était identifié en tant que chant liturgique par excellence. Toutefois, ce cérémonial se caractérisait notamment de l'alternation admise entre le chant et l'orgue. Aussi était-il possible que presque la moitié de texte ne soit pas chantée d'après ce guide liturgique, en dépit de la gravité amplifiée de la célébration. Le livre Fiori musicali de Girolamo Frescobaldi est un témoignage de la manière de liturgie romaine, selon la réforme après le concile. Des organistes français tel Guillaume-Gabriel Nivers suivaient cette nouvelle façon.
Ce document pontifical fut publié après plus de 30 ans de préparation, en respectant les vœux du concile. Ainsi, ce dernier demandait que le credo soit entièrement chanté, sans aucun accompagnement de l'orgue. C'est exactement ce que le cérémonial conservait. Le livre poursuivait le double objectif du concile : la Contre-Réforme ainsi que la Réforme catholique.
Par ailleurs, le document n'était autre qu'un grand guide liturgique qui laissait aux églises nationales et locales la liberté permettant de compléter les règles et de garder les coutumes régionales.

### Polyphonie

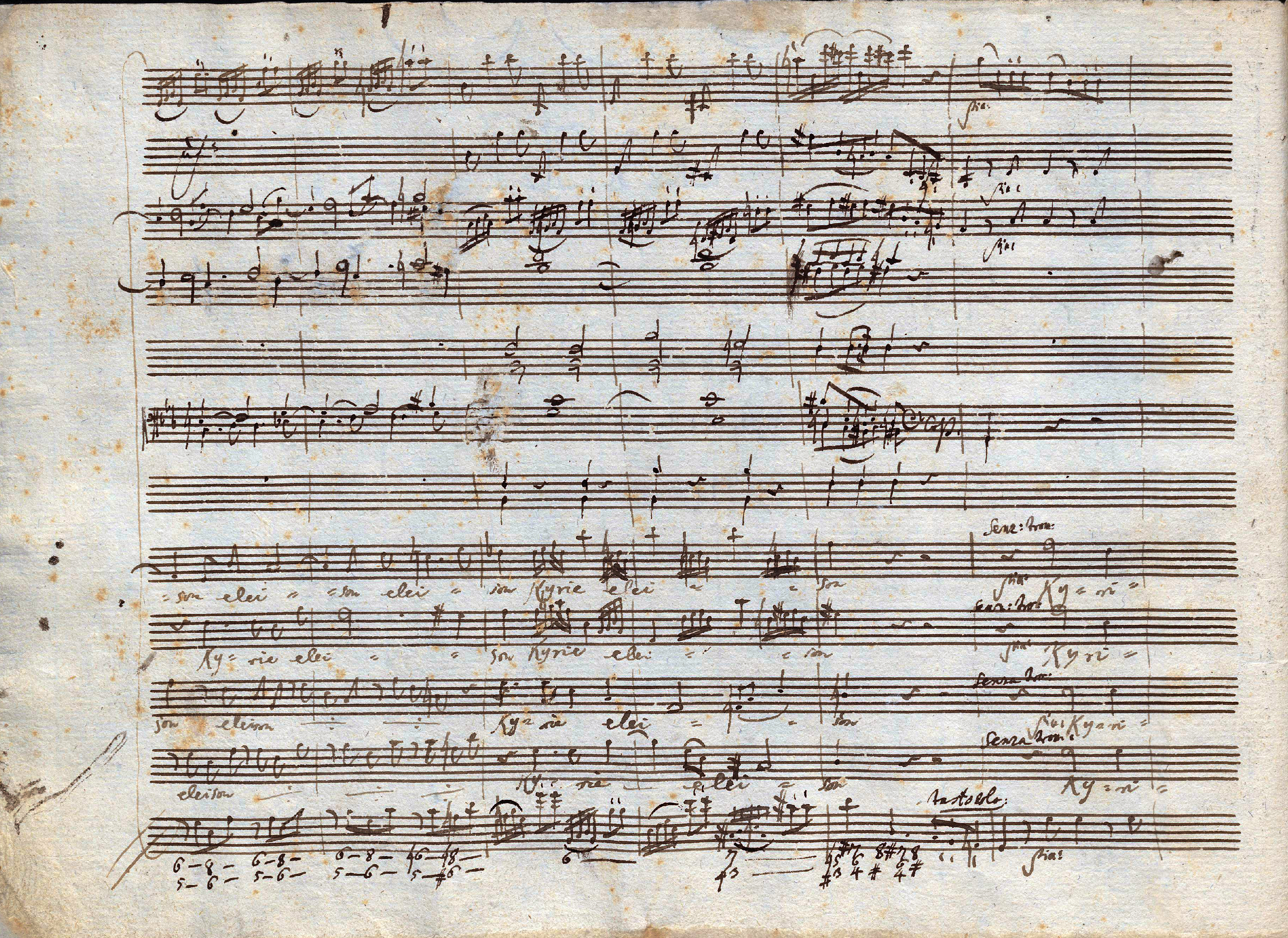
Kyrie elei - - - son à 4 voix (chœur) dans K 427 de Mozart (1782).

Après la publication du dit cérémonial de Clément VIII, la polyphonie connut son immense évolution. Il est normal que le pape Pie X distinguât et appréciât cette musique liturgique tout comme le chant grégorien dans son motu proprio Inter pastoralis officii sollicitudes en 1903.
François-Joseph Gossec ainsi que François-André Danican Philidor composèrent leurs Te Deum en 1779 et 1786 pour le Concert Spirituel à Paris, et non pour la liturgie.

### Après le concileVaticanII
La principale discipline du concile Vatican II était la participation active des fidèles. C'est un développement de l'idée de saint Ambroise de Milan ainsi que de saint Thomas d'Aquin alors que ces saints ne supprimèrent pas de rôle de la schola ni du soliste. Le concile soulignait l'avantage des hymnes versifiées, à savoir pièces composées notamment par ces deux saints. Souvent, les hymnes sont si simples que l'on peut les chanter très facilement. De plus, la répétition d'une même mélodie pour toutes les strophes contribue à mémoriser la mélodie et encore le texte. Dorénavant, tous les offices peuvent se commencer avec une hymne.
Il est certain que le concile voulait conserver la dignité de l'art sacré. Toutefois, en supprimant la hiérarchie de trois niveaux, la pratique musicale de l'Église devint en fait assez simple. Une fois que le média musical s'était énormément développé, cela provoqua une difficulté considérable. Les jeunes fidèles connaissant l'évolution de la musique pop ne peuvent pas trouver la musicalité équivalente dans la musique liturgique actuelle de l'Église. En qualité de président de la Consociatio internationalis musicæ sacræ créée en 1963 par le pape Paul VI, Dr Louis Hage précisait :

« À notre époque précisément, où la musique de tout genre est omniprésente, on n'a jamais fini de mettre suffisamment en valeur la grande importance psychologique et pastorale de la musique sacrée authentique. Le temps est venu d'arrêter l'iconoclasme musical. La jeune génération, à laquelle on a arraché la grande musique liturgique de l'histoire de l'Église, a le droit de connaître et de vivre cette forme hautement authentique et élevée de la liturgie. Bannir le « thesaurus musicæ sacræ » (Concile Vatican II) de la liturgie pour le réserver à des concerts équivaut à transformer les cathédrales en salles de concert. »

— Louis Hage, Cent ans du Motu Proprio de SS. Le Pape S. Pie X dans ses rapports avec le culte et la culture (2003)

### Cohérence dans la célébration en grégorien
Dom Ferretti affirme constater une cohérence entre la liturgie romaine et le répertoire grégorien. Dans son livre, il en expliquait avec le triple style mélodique du chant grégorien :

« Il suffit d'assister à une Messe ou à des Vêpres chantées ou même de parcourir le Graduel et l'Antiphonaire Vaticans, pour constater une grande différence entre les mélodies grégoriennes. Les unes sont très simples ; la mélodie va du même pas que le texte ; chaque syllabe a une note, ou bien chacune d'elles a un neume de deux notes ou tout au plus de trois. C'est le style syllabique. D'autres mélodies au contraire s'avancent par groupes plus ou moins riches de notes ; certaines syllabes peuvent avoir, et ont de fait, une seule note, mais sur la majeure partie d'entre elles il y a un ou deux, parfois même trois groupes. C'est le style neumatique. Enfin on rencontre des mélodies où telles et telles syllabes d'un ou de plusieurs mots sont chargées de nombreux groupes, diversement entrelacés, comme des guirlandes de fleurs. C'est le style fleuri, mélismatique.
.........
C) Par la diversité des acteurs du « drame liturgique. »
Dans l'assemblée liturgique chrétienne nous devons distinguer :
a) L'Évêque ou le Célébrant qui préside, entouré des Ministres (Diacre, Sous-Diacre, Lecteurs etc.).
b) La Schola ou corps des chantres, avec à sa tête le Maître (Primicier ou « Prior Scholæ ») et le Sous-maître (Secundus, etc.). Ils se tiennent dans le chœur, près de l'autel.
c) La masse des fidèles réunis dans l'Église.
— L'Évêque ou le Célébrant dit les prières et les bénédictions et salue l'assemblée.
— Les Ministres lisent (Évangile, Épîtres, Prophéties, etc.).
— La Schola chante (Introïts, Communions, Graduels, Alléluia, etc.).
— Le peuple répond et acclame.
Comme on ne saurait supposer ou exiger une culture et une habileté artistique spéciale de la part du Célébrant et des Ministres, et encore moins du peuple, leurs chants sont nécessairement simples ; ils appartiennent donc au style syllabique. Les chantres, au contraire, ne pouvaient et ne devaient manquer d'avoir cette culture et cette habileté musicales ; aussi les chants à eux confiés sont-ils quelque peu plus ornés, sans être pourtant trop difficiles. Ce sont des chants de style neumatique, par exemple, l' Introït et la Communion de la Messe.
Les chants du type responsorial, c'est-à-dire ceux dont un soliste chante les premières parties, tandis que le chœur répond par un court refrain, étaient anciennement confiés au Maître ou à quelqu'un des Sous-maîtres de la Schola. Grâce à une culture musicale complète et à une habileté technique particulière, ceux-ci étaient en mesure d'exécuter des mélodies savantes, très compliquées, qui réclamaient un virtuose. Ce sont précisément les mélodies au style fleuri, propres au Graduel, à l'Alléluia et aux versets de l'Offertoire de la Messe. »

— Dom Paolo Ferretti, Esthétique grégorienne ou traité des formes musicales du chant grégorien (1938), p. 3 - 5 (extrait)
C'est pourquoi, à nouveau, le remplacement de l'ordinaire de messe (Kyrie, Gloria, Credo, Sanctus et Agnus Dei) par celui du chant grégorien « qui garde une structure accessible à l'ensemble du peuple fidèle » est proposé, afin de rétablir la qualité de célébration, par Dom Hervé Courau, abbé et musicologue grégorien auprès de l'abbaye Notre-Dame de Triors.